# Gallia (Schiff, 1913–1916)
Die Gallia war ein 1913 in Dienst gestellter Passagierdampfer der französischen Reederei Compagnie de Navigation Sud-Atlantique, der ab dem 16. Mai 1916 als Truppentransporter für die französische Marine im Ersten Weltkrieg diente und am 4. Oktober 1916 mit einem hohen Verlust von Menschenleben bei Sardinien von dem deutschen U-Boot U 35 versenkt wurde.

## Das Schiff

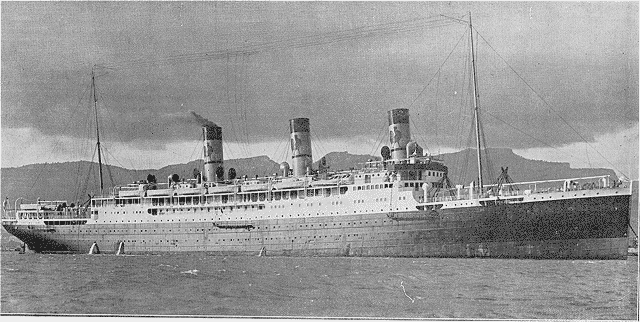
Die Gallia (1913)

1912 wurde auf der Schiffswerft Forges et Chantiers de la Méditerranée in La Seyne-sur-Mer ein neues, großes Passagierschiff auf Kiel gelegt. Die 14.966 Bruttoregistertonnen (BRT) große Gallia wurde für die 1910 gegründete französische Reederei  Compagnie de Navigation Sud-Atlantique mit Sitz in Bordeaux gebaut, um mit anderen Schiffen der Konkurrenz, hauptsächlich der Compagnie Générale Transatlantique, mithalten zu können.
Am 26. März 1913 lief der 174,7 Meter lange und 19,1 Meter breite, aus Stahl gefertigte Ozeandampfer vom Stapel. Er wurde mit zwei Dreifach-Expansions-Dampfmaschinen und einer Parsons-Turbine angetrieben, die auf drei Propeller wirkten, insgesamt 26.000 PS leisteten und eine maximale Reisegeschwindigkeit von 20,85 Knoten ermöglichten. Die durchschnittliche Reisegeschwindigkeit lag bei 18 Knoten. Die Gallia hatte ein Schwesterschiff, die Lutetia (14.783 BRT). Die beiden Schiffe waren die bis dahin größten Überseedampfer ihrer Reederei. Sie wurden für den Passagier- und Postverkehr von Frankreich nach Brasilien und Argentinien gebaut.
Am 29. November 1913 lief die Gallia in Bordeaux zu ihrer Jungfernfahrt nach Río de la Plata in Argentinien aus. Kurz davor hatte sie ihre Probefahrt von Bordeaux über Korsika und die Balearen zurück nach Bordeaux bestanden. Ihre Zeit als Passagierdampfer war aber nur sehr kurz. Am 16. Mai 1916 wurde sie von der französischen Marine requiriert und anschließend in einen bewaffneten Hilfskreuzer umgewandelt, um französische Soldaten vom Mittelmeer in den Orient zu transportieren.

## Versenkung
Am 3. Oktober 1916 legte die Gallia in Toulon unter dem Kommando des 43-jährigen Leutnants Eugène Charles Kerboul ohne das zu diesem Zweck vorgesehene Begleitschiff Guichen (ein Geschützter Kreuzer) zu einer weiteren Truppenfahrt nach Thessaloniki in Griechenland ab. An Bord waren 2.350 Menschen, darunter 1.650 französische Soldaten, 350 serbische Soldaten und 350 Besatzungsmitglieder.
Am 4. Oktober 1916 gegen 17.30 Uhr wurde die ostwärts dampfende Gallia vor der südwestlichen Spitze der Mittelmeerinsel Sardinien von dem deutschen U-Boot U 35 unter dem Kommando von Kapitänleutnant Lothar von Arnauld de la Perière gesichtet. De la Perière griff aus einer Entfernung von 820 Metern an und schätzte seine Chancen gering ein, die bei einer Geschwindigkeit von schätzungsweise 18 Knoten in einem Zickzackkurs fahrende Gallia zu treffen. Sein Torpedo erwies sich aber als Volltreffer und versenkte die Gallia 35 Seemeilen südwestlich der Sardinien vorgelagerten Insel San Pietro. Die Wucht der Detonation war so stark, dass sie die Funkanlage zerstörte, sodass kein Notruf abgesetzt werden konnte.
Während des Untergangs herrschte an Bord große Panik. Dutzende Menschen sprangen über Bord und viele Rettungsboote wurden mit zu viel Eile zu Wasser gelassen. Von den 2350 Menschen an Bord kamen mindestens 600 ums Leben; die genaue Anzahl ließ sich wegen fehlender Listen nie ermitteln. Das Schiff sank auf der Position 38° 16′ 12″ N, 7° 18′ 0″ O. Die Überlebenden wurden am folgenden Tag von Rettungsbooten und -flößen des französischen Kreuzers Châteaurenault aufgenommen.
Von den über 200 Schiffen, die U 35 während seiner Dienstzeit von 1915 bis 1918 versenkte, war die Gallia das größte. Sie war außerdem unter den 20 größten im Ersten Weltkrieg von deutschen U-Booten versenkten Schiffen.